# Mac OS X Lion
Mac OS X Lion (версія 10.7) стала восьмим основним випуском Mac OS X, лінії десктопних та серверних операційних систем компанії Apple для комп'ютерів Macintosh.
Lion був публічно представлений на заході Apple «Back to the Mac» 20 жовтня 2010 року і було випущено 20 липня 2011 року.

## Нові або змінені функції
Деякі нововведення були анонсовані на «Back to the Mac», проте більшість із них буде відкрита ближче до випуску реліза.
- Mac App Store — магазин програм, зроблений за зразком App Store для iOS. Як і в iOS, це забезпечить можливість для покупців відкрити програми одним натисканням кнопки встановлення чи швидко оновити всі або обрані встановлені додатки. Mac App Store був випущений для Mac OS X Snow Leopard 6 січня 2011 і був у комплекті з Mac OS X 10.6.6
- Launchpad - панель з іконками додатків, які можна впорядковувати та об'єднувати в папки;
- Full-screen apps — нова версія ОС дозволяє працювати з розгорнутими на весь екран додатками, при цьому користувачеві доступна можливість переключати їх жестами (multi-touch жести) на тачпаді, або переходити у звичайний режим перегляду;
- Mission Control — перегляд поточних додатків, інтеграції інших Mac OS функцій, включаючи Exposé, Spaces, Dashboard, and Full-screen apps;
- Multi-touch жести — за аналогією з iOS підтримка мультитач жестів через сенсорні пристрої Apple: Magic Mouse та Magic Trackpad;
- Auto save — автоматичне збереження документів, через що користувачам не доведеться турбуватися про ручне управління документами;
- Resume — функція автоматичного відновлення додатків до того стану, в якому вони перебували на момент вимикання або перезавантаження комп'ютера або ж на момент виходу з програми;
- Autohiding Scrollbars — смуги прокрутки знаходитимуться в області змісту вікна та приховуватимуться коли прокрутка не відбувається (знову ж за аналогією з iOS).

В даній версії настільної ОС запозичені деякі ідеї, реалізовані в планшеті iPad.
24 лютого 2011 року продемонструвавши нову ОС в дії було відзначено наступні нові функції і можливості Mac OS X Lion:
- Нова версія Mail 5 з підтримкою автоматичної угруповання пов'язаних повідомлень, поліпшеним механізмом пошуку та інтеграцією з Microsoft Exchange 2010;
- AirDrop;— простий механізм копіювання файлів між різними пристроями Mac за допомогою бездротового інтерфейсу, який не вимагає настройки;
- Versions — функція автоматичного збереження різних версій документа, що дозволяє відслідковувати процес внесення змін в документи і повертатися до їх попереднього стану;
- FileVault — засоби шифрування даних на локальних і зовнішніх накопичувачах;
- Mac OS X Lion Server має підтримку управління пристроями з операційною системою Mac OS X Lion, а також портативними пристроями iPhone, iPad і iPod touch.

### Серверні функції
- Wiki Server 3 — програмне забезпечення, що дозволяє співпрацювати невеликим групам, розповсюджуючи текстову інформацію, файли та подкасти.
- File Sharing for iPad — дозволяє використовуючи протокол WebDAV та Wi-Fi передавати на iPad та iPad2 деякі типи файлів, зокрема файли Pages, Keynote та Numbers.
- Profile Manager —дозволяє керувати профілями та налаштуваннями iPhone, iPod touch, iPad та систем на базі Mac OS X Lion та автоматично оновлювати дані за допомогою Apple Push Notification.

## Реліз
Очікується, що фінальна версія операційної системи Mac OS X Lion з'явиться у продажу влітку 2011 року.